# الأطفال في ظل الصراع الفلسطيني–الإسرائيلي
يشير مصطلح الأطفال في ظل الصراع الفلسطيني - الإسرائيلي إلى تأثير النزاع الفلسطيني - الإسرائيلي على القُصر في إسرائيل والأراضي الفلسطينية. وفي هذا الصدد كتبت لوريل هوليداي في كتابها أطفال إسرائيل/فلسطين (Children of Israel/Palestine) الصادر عام 1999 أن هناك "شعبين مختلفين عرقيًا"؛ وهما الفلسطينيون واليهود الإسرائيليون، وكلاهما يدعي حقه في نفس الرمال والأحجار والأنهار والنباتات والشواطئ والجبال"، ويتضح من خلال القصص التي تقدمها أن "الأطفال الإسرائيليين والفلسطينيين يكبرون وهم يشعرون أن قدرهم هو الدخول في صراع مع جيرانهم".
بالرغم من كل من الجيش الإسرائيلي والفصائل العسكرية الفلسطينية اتُهم بانتهاك حقوق الأطفال والتسبب في وقوع إصابات ووفيات بينهم. وقد استُخدمت وسائل الإعلام ببراعة لحشد الدعم لكلا الجانبين. ووقع الأطفال ضحايا للتلقين العقائدي وإغلاق المدارس والمشكلات الصحية واضطراب الكرب التالي للصدمات نتيجة هذا الصراع. وفي الوقت نفسه، تم تأسيس مشروعات تعليمية متنوعة لمواجهة التلقين العقائدي والصور النمطية السلبية، إلا أن في الفترة 2000-2009، اعتقلت سلطات الاحتلال 6,700 فلسطيني تتراوح أعمارهم بين 12 و 18 عامًا، وفقًا لقسم فلسطين التابع لمنظمة الدفاع الدولي للأطفال. في عام 2009، كان هناك ما مجموعه 423 معتقلاً في مراكز الاعتقال والاستجواب وسجون الاحتلال. في أبريل 2010 انخفض العدد إلى 280. تنصم منظمة الدفاع الدولي للأطفال على أن عمليات الاعتقال هذه تتعارض مع القانون الدولي. حتى أغسطس 2013، تم سجن 193 قاصرًا، ووفقًا لصحيفة الإيكونومست، تم تقديم «جميعهم تقريبًا» إلى المحكمة في أغلال الساق والأصفاد. بينما لا تشكل في المقابل علاقات القوى بين الفلسطينيين وإسرائيل شكلا ينطوي على قيام جهات فلسطينية بإعتقال إسرائيليين، ناهيك عن كونهم أطفال، ويظهر أيضا عدم التوازن عند المقارنة بين العنف الذي تمارسه إسرائيل تجاه الفلسطينيين وذلك الذي يوجهه الفلسطينيون تجاه إسرائيل؛ فمجمل القتلى ما بين الإنتفاضة الأولى من القصر دون ال17 من العمر (9 ديسمبر 1987 – 29 سبتمبر 2000) كان 18 اسرائيليا بينما قضى 281 قاصر فلسطيني على يد قوات الأمن الإسرائيلية و23 آخرون على يد مدنيين إسرائيليين في ذات الفترة وفي الفترة (29 سبتمبر 2000 – 30 سبتمبر 2012): قضى بالعنف الفلسطيني تجاه إسرائيل 129 قاصر على الجانب إسرائيلي، بينما قضى 1337 قاصر فلسطيني نتيجة عنف إسرائيل تجاه الفلسطينيين في ذات الفترة.

## معلومات تاريخية
كنتيجة لحرب فلسطين عام 1948 التي نشبت في أعقاب إقامة دولة إسرائيل مباشرة، قُدر عدد اللاجئين الفلسطينيين الذين فروا أو تم تهجيرهم من إسرائيل ما بين 700000 و800000 نسمة. هذا فضلاَ عن ما يتراوح بين 280000 و350000 لاجئ في حرب عام 1967. واعتبارًا من عام 2013، تم تسجيل خمسة ملايين لاجئ فلسطيني، بما في ذلك الجيل الأول من اللاجئين وذريتهم، وذلك لدى وكالة الأمم المتحدة لإغاثة وتشغيل اللاجئين الفلسطينيين في الشرق الأدنى. وتوجد مخيمات اللاجئين الفلسطينيين في الأردن ولبنان وسوريا والضفة الغربية وقطاع غزة والقدس الشرقية. وقد كشف استقصاء أجري في عام 2007 أن نسبة 17 بالمائة من السكان الفلسطينيين من الأطفال تحت سن خمس سنوات، وأن نسبة 46 بالمائة من السكان تحت سن 15 عامًا. في عام 2012، قُدر عدد سكار قطاع غزة المكتظ بالسكان 1.7 مليون نسمة، من بينهم ما يزيد عن 800000 طفل.
في السنوات العشرين التالية لحرب 1948، كان هناك تهجير جماعي لليهود من الدول العربية والإسلامية، حيث بلغ عدد اللاجئين اليهود ما يقرب من 800000، استوطن 586000 منهم إسرائيل. وعلى الرغم من أن الكثير من اليهود قد تركوا بلادهم بسبب الاضطهاد والعنف النابع من رفض العرب لدولة إسرائيل والرغبة في الانتقام ردًا على طرد العرب من فلسطين، إلا أن البعض الآخر جذبته الرغبة في إشباع التوق الصهيوني للعودة. وبدأ الصهاينة في تجنيد اليهود في البلدان العربية أثناء الحرب العالمية الثانية معتبرين أن الهجرة بأعداد كبيرة أمر ذو «أهمية سياسية». ويشكل اليهود الوافدون من الأراضي العربية نصف سكان إسرائيل اليهود حاليًا.
وأظهر استطلاع للرأي أجري في عام 2011 أن نسبة 89 بالمائة من الفلسطينيين رفضوا التنازل عن حق العودة الفلسطيني للاجئين وذريتهم إلى أراضيهم وممتلكاتهم السابقة داخل الحدود الإسرائيلية. وأشارت نتائج استطلاع للرأي أجرته وزارة الخارجية الأمريكية عام 2007 أن نسبة 78 بالمائة من الفلسطينيين و74 بالمائة من الإسرائيليين يؤيدون حل إقامة دولتين. ويدعو ميثاق حركة حماس إلى أن تحل محل إسرائيل دولة فلسطينية، برغم أن بعض أعضاء الحركة من الأفراد يقولون إن الهدف هو ببساطة تحرير الأراضي الفلسطينية.
اشترك الشباب في الأعمال العسكرية من قبل قيام دولة إسرائيل. ففي مذبحة الخليل عام 1929، قُتل 67 يهوديًا من بينهم أطفال صغار، وشارك شباب عربي فيها بالبدء بإلقاء الحجارة. وفي عام 1948، شارك بعض المراهقين الذين ينتمون إلى جماعات الإرجون والليحي (أو شتيرن) العسكرية في تنفيذ مذبحة دير ياسين التي راح ضحيتها 107 من سكان القرية الفلسطينيين وبينهم عدد من الأطفال.

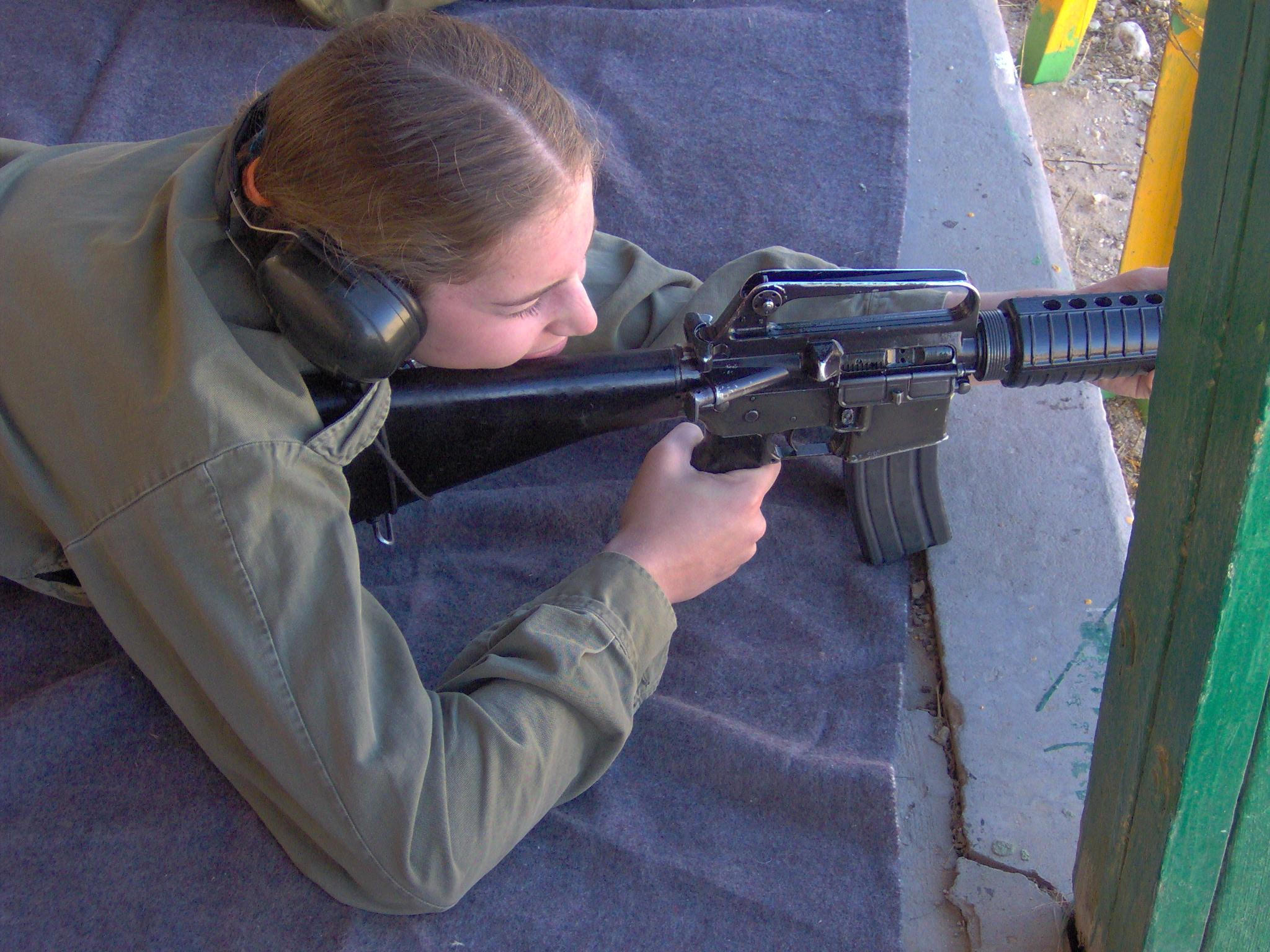
فتاة بالصف الثامن تطلق النار ضمن برنامج "جدنا" العسكري التابع للجيش الإسرائيلي.

أدى توقف عملية السلام في النزاع الفلسطيني - الإسرائيلي إلى اندلاع احتجاجات فلسطينية وعنف سياسي، ليتراكم كل هذا مسفرًا عن احتجاجات جماعية جارفة شكلت الانتفاضة الفلسطينية الأولى (1987-1993). وشارك الكثير من الشباب في مظاهرات واعتصامات ومسيرات ومقاطعات وعصيان مدني وإضرابات سلمية نظمتها اللجان الشعبية. كما كانت هناك أعمال شغب وإلقاء لقنابل يدوية وعمليات استشهادية. يشير جوناثان كُتاب إلى الانتفاضة الأولى باسم «انتفاضة الأطفال» لأن الشباب كان «يتحلى بروح جديدة تحدت الاحتلال» وألهمت الكبار ودفعتهم للفعل والمشاركة. وكتب جيمس إل جيلفن أن «الصورة الرمزية» للانتفاضة الأولى كانت «أطفال فلسطينيون عُزل يلقون الحجارة على دبابات إسرائيلية.» وقد شارك حوالي 90 بالمائة من الشباب الذكور و80 بالمائة من الإناث بشكل أو بآخر في هذا الحراك. أما الانتفاضة الفلسطينية الثانية (2000-2005) الأكثر عنفًا فقد خرجت تحت قيادة أشخاص بالغين من منظمة التحرير الفلسطينية في أعقاب انهيار اتفاقية أوسلو عام 1993.
تطبق إسرائيل منذ قيامها نظام التجنيد الإجباري على اليهود الإسرائيليين ليلتحقوا بالجيش الإسرائيلي أو حرس الحدود الإسرائيلي في سن الثامنة عشرة؛ وتستمر الخدمة العسكرية لمدة ثلاث سنوات للذكور وسنتين للإناث. أما «جدنا» فهو برنامج عسكري إسرائيلي لإعداد طلاب المرحلة الثانوية للخدمة العسكرية الإلزامية. ومن خلال هذا البرنامج، يشارك ما يُقدر بنحو 19000 شاب إسرائيلي سنويًا في عمليات تنفذها قوات بحجم فرق كاملة، فضلاً عن القيام برحلات ليلية وتدريبات رماية، على وعد بتلقي مكافآت للتميز عند التحاقهم بالجيش الإسرائيلي. وقد انتقد المعلمون هذا البرنامج باعتباره «مفرط العسكرية».

## القضايا القانونية
تقر اتفاقيات جنيف بأن الأراضي التي يتم غزوها في غمار الحرب ولم تتم تسوية النزاع القائم على ملكيتها من خلال معاهدات سلام لاحقة تعد أراضي «محتلة» وتخضغ لقوانين الحرب الدولية فيما يتعلق بالمقاتلين والمدنيين والقانون الدولي الإنساني. ويحمل ذلك إسرائيل مسؤولية خاصة تتعلق بمعاملتها لجميع الفلسطينيين الموجودين في الأراضي المحتلة. في عام 2010، أصدرت السلطة الوطنية الفلسطينية «تقريرًا حول تنفيذ اتفاقية الأمم المتحدة لحقوق الطفل في الأراضي الفلسطينية المحتلة»؛ أي الضفة الغربية والقدس الشرقية وغزة، وأشار التقرير إلى الصعوبات الناجمة عن عدم اختصاص السلطة الفلسطينية بهذه المناطق و«نظام الإغلاق» الذي تفرضه إسرائيل فضلاً عن «جدار الضم والتوسع الإسرائيلي» والحواجز الكثيرة التي تقيمها إسرائيل داخل الأراضي المحتلة. فكل هذه العوامل تجعل من الصعب على الفلسطينيين إيقاف الانتهاكات الإسرائيلية لحقوق الأطفال الفلسطينيين.
إن اتفاقية حقوق الطفل، وهي معاهدة لحقوق الإنسان تنص على الحقوق المدنية والسياسية والاقتصادية والاجتماعية والصحية والثقافية للأطفال، تسري على كل من الإسرائيليين والفلسطينيين. وتعرف الاتفاقية «الطفل» بأنه كل إنسان لم يتجاوز الثامنة عشرة من عمره، ما لم يبلغ سن الرشد قبل ذلك بموجب قانون الدولة التي يتبع لها. صدقت إسرائيل على اتفاقية حقوق الطفل في عام 1991. وعلى الرغم من أن فلسطين ليست لها صفة «الدولة»، إلا أن ياسر عرفات قد وقع على الاتفاقية في عام 1995 بوصفه ممثلاً عن منظمة التحرير الفلسطينية. ويتمثل التعريف المقبول دوليًا لـ«الأطفال» والموثق في اتفاقية الأمم المتحدة لحقوق الطفل في أن الأطفال هم الأشخاص الذين لم يبلغوا الثامنة عشرة من العمر. وقد وقعت إسرائيل على هذه الاتفاقية وصدقت عليها منذ عام 1991 وتطبقها على الأطفال الإسرائيليين. ومع ذلك، ففي الأراضي المحتلة تعرف إسرائيل القُصر من الفلسطينيين بأنهم من هم دون السادسة عشرة من العمر فقط. كما أن بعض قادة الجماعات المسلحة الفلسطينية يصرحون بأنهم يعتبرون الأشخاص البالغين من العمر ستة عشر عامًا بالغين. ووفقًا لقانون الشباب الإسرائيلي، تقع المسؤولية الجنائية منذ عمر الثانية عشرة فما أكثر. وينص هذا القانون على أنه لا يجوز توقيف الأطفال دون هذا العمر، وكذلك يجب ألا يتم استجواب الأطفال الأكبر من هذا العمر إلا بحضور والديهم أو محاميهم. وأوضحت منظمة بتسيلم أن هذا القانون لا يُطبق رسميًا على الأطفال الفلسطينيين في الأراضي المحتلة، حيث إنهم يخضعون للقانون العسكري الإسرائيلي، إلا أن المحكمة العسكرية أوصت بمراعاة أحكام هذا القانون. ووفقًا لـجديون ليفي، يتم تجاهل هذه الأحكام في الممارسات العملية على أرض الواقع. وذكر تقرير لمنظمة اليونيسف «أن سوء معاملة الأطفال الفلسطينيين في نظام الاعتقال العسكري الإسرائيلي يبدو منتشرًا ومنظمًا وممنهجًا» وأنه «لا يُحاكم الأطفال بشكل منهجي أمام محاكم عسكرية للقاصرين في أي بلد آخر.» 

## معاملة جيش الاحتلال الإسرائيلي للأطفال الفلسطينيين
تحظر مدونة قواعد السلوك لجيش الاحتلال الإسرائيلي صراحةً استهداف المدنيين غير المقاتلين وتفرض استخدام القوة المتناسبة، إلا أن ذلك لا يطبق على الأرض، حيث قتلت آلة جيش الاحتلال الإسرائيلي آلاف الأطفال الفلسطينيين، وفي فبراير عام 2013 نشر جندي إسرائيلي صورة على موقع إنستجرام لعدسة بندقيته الموجهة لرأس صبي فلسطيني صغير، وكان فيليب إي فيرمان توصل من خلال دراسة أكاديمية إلى أن رد فعل الشرطة والجيش الإسرائيليين تجاه التعامل مع الفلسطيني قوي للغاية لدرجة أنه «يقضي عملياً على أي فرصة لتقديم تدريب فعال موجه لحماية الأطفال.»

### العنف ضد الأطفال

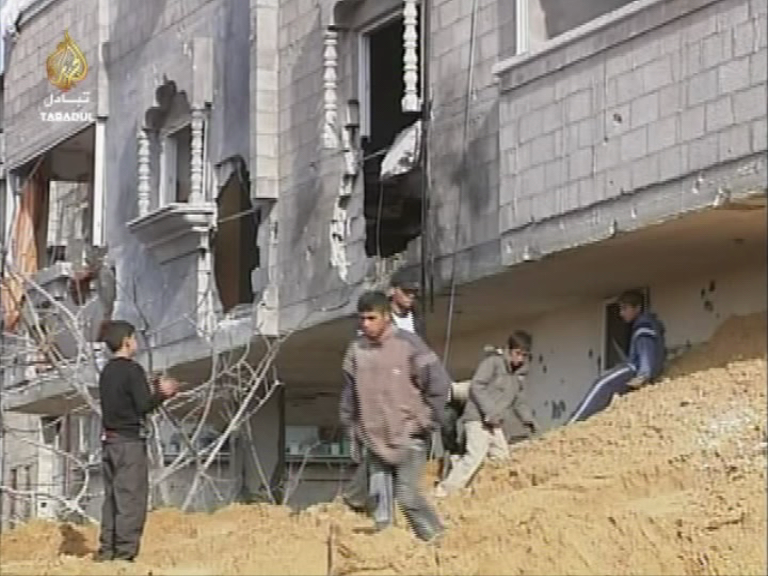
أطفال بالقرب من أنقاض مبنى بغزة خلال الحرب على قطاع غزة في الفترة 2008 - 2009.

منذ الانتفاضة الثانية تدعو منظمة اليونيسف (صندوق الأمم المتحدة للطفولة) ومنظمة العفو الدولية ومنظمة بتسيلم وبعض الأفراد مثل الكاتب البريطاني ديريك سامرفيلد إسرائيل لحماية الأطفال من العنف بما يتفق مع اتفاقيات جنيف. كما ربط الاتحاد الأوروبي بين تعليق المحادثات بشأن الاتفاقية التجارية بين إسرائيل وأوروبا وقضايا حقوق الإنسان، خاصة فيما يتعلق بالأطفال. في عام 2012، أصدرت منظمة كسر الصمت، وهي منظمة أسسها جنود إسرائيليون سابقون وتهدف إلى كشف الانتهاكات المزعوم ارتكابها من قبل الجيش الإسرائيلي، كتيبًا يضم تقارير بشهادات مكتوبة قدمها أكثر من 30 جنديًا إسرائيليًا سابقًا. وتوثق هذه التقارير تعرض الأطفال الفلسطينيين للضرب والتخويف والإذلال والإساءة اللفظية والإصابات على يد الجنود الإسرائيليين. وفي هذا الصدد قال المتحدث باسم الجيش الإسرائيلي أن المنظمة قد امتنعت عن تزويد الجيش الإسرائيلي بالشهادات بحيث يمكن التحقق من صحتها، في حين علق داني لام رئيس المجلس التنفيذي ليهود أستراليا قائلاً إن هذا النوع من الشهادات «مجهولة الهوية... وتخلو من التفاصيل المهمة ولم يتم اختبارها بأي شكل من أشكال الاستجوابات الدقيقة.»
أفادت منظمة إنقاذ الطفولة واليونيسيف ومسؤولو الصحة في فلسطين أن العديد من الأطفال يعانون من إعاقات دائمة وتحديات في الصحة العقلية وبتر الأطراف. ويواجه الآلاف أيضًا الجفاف الشديد وسوء التغذية وأمراض الجهاز التنفسي والجلد المختلفة. بحلول نهاية مارس 2024، يُقدَّر أن 13000 طفل في غزة فقدوا حياتهم، مع وجود العديد منهم محاصرين تحت الأنقاض. ووصف نائب مدير اليونيسف الوضع بالنسبة للأطفال في غزة بأنه "الأكثر فظاعة" الذي واجهه على الإطلاق. كما أدت الأزمة المستمرة إلى تعطيل برامج التطعيم الروتينية، مما يعرض الآلاف من الأطفال لخطر متزايد. وتشمل التحديات الإضافية عدم كفاية المأوى، ونقص الملابس الشتوية المناسبة، والتأثير النفسي الكبير على صحة الأطفال العقلية. وأكد جيمس إلدر من اليونيسيف أن المخاطر لا تقتصر على العبوات الناسفة والمدفعية. وينعكس الخطر المتزايد في القطاع في ارتفاع عدد وفيات الرضع المنسوبة إلى الجفاف. ويتفاقم هذا الوضع بسبب إنتاج المياه في غزة، والذي يعمل حاليًا بنسبة خمسة في المائة فقط من الطاقة المطلوبة بسبب محطات تحلية المياه المعطلة، والتي إما تضررت أو حُرمت من الوقود. وأشار إلدر أيضًا إلى أن العواقب التي قد تترتب على الأطفال ستستمر لأجيال، حتى بعد انتهاء الصراع. وسوف يثقل التأثير النفسي الدائم على الناجين كاهلهم لسنوات عديدة. أصدرت وزارة الصحة في غزة بياناً يشير إلى أن إمدادات التطعيمات للأطفال في قطاع غزة قد استنفدت بالكامل. وأعربت الوزارة عن قلقها الشديد بشأن العواقب الصحية الشديدة التي قد يفرضها هذا النقص على الأطفال. وحذرت من أن نقص التطعيمات قد يؤدي إلى زيادة خطر انتقال الأمراض، وخاصة بين الأفراد الذين يعيشون في ملاجئ مكتظة داخل المنطقة.
في فبراير 2024، نشرت طبيبة أمريكية عادت مؤخرًا من قطاع غزة مقال رأي في صحيفة لوس أنجلوس تايمز، تروي فيه ملاحظاتها عن استهداف الأطفال عمدًا من قبل القناصة الإسرائيليين. وأشارت إلى أنه "في إحدى المرات، تم نقل حفنة من الأطفال، تتراوح أعمارهم جميعًا تقريبًا بين 5 و8 سنوات، إلى غرفة الطوارئ من قبل والديهم. وقد عانى كل منهم من طلقات قناصة واحدة في الرأس ... لم ينج أي من هؤلاء الأطفال". أفادت طبيبة كندية، عادت أيضًا من أسبوع في غزة، بأنها شهدت أفعالًا وصفتها بأنها جرائم ضد الإنسانية، بما في ذلك أطفال صغار "يموتون من الجوع والقصف ونيران القناصة". في مارس 2024، تم إصدار لقطات لطائرة بدون طيار إسرائيلية، تصور قناصة إسرائيليين يطلقون النار على صبي أعزل في جباليا. بحلول أبريل 2024، أشار المتخصصون الطبيون إلى أنهم واجهوا "تدفقًا مستمرًا من الأطفال وكبار السن وغيرهم ممن كانوا من غير المقاتلين بشكل واضح، وجميعهم مصابون برصاصة واحدة في الرأس أو الصدر".
وفي أكتوبر/تشرين الأول 2024، نشرت صحيفة نيويورك تايمز تقريرًا تضمن شهادات من 44 متخصصًا طبيًا، بما في ذلك الأطباء والممرضات والمسعفين، الذين عالجوا حالات عديدة من الأطفال في سن ما قبل المراهقة الذين يعانون من جروح ناجمة عن طلقات نارية في الرأس أو الصدر في غزة. وردًا على الاستفسارات الموجهة إلى جيش الدفاع الإسرائيلي بشأن تجارب هؤلاء العاملين في مجال الرعاية الصحية، قدم المتحدث باسم الجيش بيانًا لم يؤكد صراحة ما إذا كانت أي تحقيقات قد أجريت في إطلاق النار على الأطفال في سن ما قبل المراهقة أو ما إذا كان أي جنود قد واجهوا إجراءات تأديبية بسبب أفعالهم.
كشف تقرير نشرته منظمة إنقاذ الطفولة عام 2023 عن حالات واسعة النطاق من الإساءة الجسدية والعاطفية والجنسية التي تعرض لها الأطفال الفلسطينيون في الاحتجاز العسكري الإسرائيلي. أشارت النتائج إلى أن من بين الأطفال الذين تم احتجازهم، تعرض 86٪ للضرب الجسدي، و69٪ خضعوا للتفتيش العاري، و60٪ تعرضوا للحبس الانفرادي، و68٪ حُرموا من الوصول إلى الرعاية الصحية، و58٪ مُنعوا من تلقي الزيارات أو التواصل مع عائلاتهم. بعد مرور عام على الصراع بين إسرائيل وحماس 2023-2024، أفادت التقارير أن 20 ألف طفل إما أصبحوا يتامى أو مهجورين أو منفصلين عن والديهم. وفي عدد من المخيمات التي شملها المسح، أصيب 60% من الأطفال باضطرابات في الكلام، بما في ذلك التلعثم. وبالإضافة إلى ذلك، استقبلت 40% من الأسر أطفالاً من أسر أخرى. وأشار 85% من الآباء إلى أن أطفالهم قضوا يوماً واحداً على الأقل دون طعام. وعلاوة على ذلك، يحتاج 346 ألف طفل دون سن الخامسة إلى أغذية ومغذيات تكميلية، ويعاني 50 ألفاً منهم من سوء التغذية الحاد. وفي المتوسط، خسر تلاميذ المدارس في قطاع غزة ما يعادل عامين من التعليم، وكانت هناك زيادة بنسبة 20% في عدد الأطفال في سن العاشرة غير القادرين على قراءة نص أساسي.

### اعتقال الأطفال
نقلت صحيفة الغارديان (The Guardian) البيان الصادر عن الحركة العالمية للدفاع عن الأطفال (الحركة العالمية للدفاع عن الأطفال - فرع فلسطين) والذي يفيد بأن الأطفال الفلسطينيين غالبًا ما يتعرضون للاعتقال ليلاً وتكبيل اليدين وتعصيب العينين وإساءة المعاملة ومنع وصول أفراد أسرهم أو الممثلين القانونيين إليهم. ويذكر التقرير الذي نشرته الغارديان أن الأطفال الفلسطينيين يتم احتجازهم في حبس انفرادي على مدى أيام أو حتى أسابيع، وأحيانًا يوقعون اعترافات ويذكرون في وقت لاحق أنهم وقعوها بالإكراه. وصرحت منظمة بتسيلم أن معاملة هؤلاء الأطفال تنتهك نصوص اتفاقية حقوق الطفل واتفاقية جنيف الرابعة. ومن ناحيته، عارض أمير أوفيك الملحق الصحفي بالسفارة الإسرائيلية في لندن هذه التصريحات حيث كتب «إن القانون واضح في حالة القبض على قاصر متورط في نشاط إرهابي: غير مسموح بأي شكل من أشكال التعذيب أو الإهانة أو الحبس الانفرادي لاستنطاق اعتراف.» وأضاف أن بيان الحركة العالمية للدفاع عن الأطفال «[يغفل] الطبيعة المروعة للفظائع التي يمكن أن يكون قد ألقي القبض على هؤلاء القُصر الذين لا تتجاوز أعمار بعضهم 12 عامًا بسببها.»
وفقًا لتقرير صندوق الأمم المتحدة للطفولة («اليونيسف») الصادر في مارس 2013، ألقت إسرائيل القبض على ما يقرب من 7000 طفل فلسطيني خلال العقد المنتهي في 2013، وهناك 18 طفلاً من بين 27 طفلاً الذين أُلقي القبض عليهم في الخليل في مارس 2013 لم تتجاوز أعمارهم 12 عامًا. ويعتمد التقرير على 400 حالة موثقة منذ عام 2009. ويذكر التقرير أن الأطفال الفلسطينيين الذين يتم اعتقالهم من قبل الجيش الإسرائيلي يتعرضون لسوء معاملة «منتشر ومنظم وممنهج» الأمر الذي يعد انتهاكًا للقانون الدولي. وحسب تقديرات اليونيسف، ألقى الجيش الإسرائيلي وقوات الأمن الإسرائيلية في الضفة الغربية القبض على ما يقرب من 700 صبي تتراوح أعمارهم بين 12 و17 عامًا، وغالبًا ما يؤخذون من منازلهم ليلاً. ويتم تعصيب أعينهم وتقييدهم بصورة مؤلمة ويتعرضون لإساءة المعاملة الجسدية واللفظية أثناء إحالتهم للاستجواب حيث يتم إكراههم على الاعتراف دون التواصل المباشر مع محاميهم أو أسرهم. وفي العادة تكون الاعترافات الموقعة مكتوبة باللغة العبرية التي لا يجيد قراءتها سوى عدد قليل من الأطفال القُصر الفلسطينيين. واعتبارًا من يناير 2013، تحتجز السجون العسكرية الإسرائيلية 233 صبيًا لا تتجاوز أعمارهم 18 عامًا، و31 صبيًا لا تتجاوز أعمارهم 16 عامًا. علاوة على ذلك، يتم تكبيل الأطفال أثناء المثول أمام المحكمة ويفرض عليهم تنفيذ الأحكام في إسرائيل. وصرحت اليونيسف بأن هذه النتائج «تجتمع لتسفر عن معاملة أو عقوبة قاسية أو لاإنسانية أو مهينة وفقًا لاتفاقية حقوق الطفل واتفاقية مناهضة التعذيب».
يتم اتهام حوالي 60 بالمائة من القُصر المقبوض عليهم برشق الجنود أو السيارات المارة بالحجارة، الأمر الذي يعتبره الجيش الإسرائيلي شكلاً من أشكال الإرهاب حيث يؤدي إلى وفاة وإصابة الإسرائيليين، بما فيهم الأطفال.
ذكر تقرير اليونيسف أن إسرائيل قد أجرت بعض التغييرات الإيجابية على مدار السنوات الأخيرة مثل اتباع إجراءات لتقييد اليدين لا تسبب الألم أو الإصابة. وحث إسرائيل على الامتناع عن تعصيب أعين القُصر واحتجازهم في الحبس الانفرادي، وكذلك السماح لمحامي أو فرد من أفراد الأسرة بحضور الاستجوابات وتسجيل الاستجوابات لتوثيق أية ادعاءات كاذبة أو انتهاكات. ومن جانبها قالت وزارة الخارجية الإسرائيلية أن الجيش الإسرائيلي كان يجري تغييرات بالفعل للتعاون مع الأمم المتحدة من بينها تقليل مدة الحجز قبل العرض على القاضي إلى 48 ساعة وإخطار الوالدين بالقبض على أطفالهم وإعلام الأطفال بحقهم في الاستعانة بمحامٍ. وردت اليونيسف بأن هذه التغييرات لم تكن محددة بالشكل الكافي. وصرح المتحدث باسم وزارة الخارجية الإسرائيلية يغال بالمور أن «إسرائيل ستدرس النتائج التي تم التوصل إليها وستعمل على تنفيذها من خلال التعاون المستمر مع اليونيسف التي نقدر عملها ونحترمه».
ونشرت وزارة الإعلام الفلسطينية بيياناً قالت فيه إنه قد اعتقلت قوات الاحتلال في الفترة ما بين عام 2000م، وحتى عام 2016م، أكثر من 12000 طفل، وما زال في سجون الاحتلال 480 طفلاً، فيما تعرض 95% منهم للتعذيب والاعتداء خلال حملات الاعتقال والتحقيق وانتزاع الاعترافات بالإكراه أثناء استجوابهم.
وفي حين يعتقل الاحتلال الإسرائيلى سنويًا أكثر من 700 طفل من كافة المحافظات الفلسطينية، تحت ذريعة إلقاء الحجارة على قوات الاحتلال والمستوطنين، فيما يتعرض طلبة المدارس إلى انتهاكات على الحواجز العسكرية المقامة على مداخل المدن والقرى والمخيمات.

### الدروع البشرية
أوردت منظمة العفو الدولية في تقريرها عن الحرب على قطاع غزة في عام 2008 أنها اكتشفت حالات عرض فيها الجيش الإسرائيلي حياة المدنيين للخطر، بما في ذلك الأطفال، من خلال استخدامهم كـدروع بشرية. وناقش التقرير أمثلة مثل «إجبارهم على البقاء داخل أو قرب المنازل التي أحكموا سيطرتهم عليها واستخدموها كمواقع عسكرية. وتم إجبار بعضهم على تنفيذ مهام خطرة مثل تفتيش الممتلكات أو الأشياء المشتبه في أن تكون مفخخة.» وأنكر الجيش الإسرائيلي هذه المزاعم قائلاً «لقد عمل الجيش الإسرائيلي بما يتفق مع قواعد الحرب وبذل أقصى ما في وسعه لتقليل الأذى الذي يلحق بالمدنيين غير المشاركين في القتال. كما أن استخدام الجيش الإسرائيلي للأسلحة يتوافق مع القانون الدولي.» وبصورة مماثلة، اتهم مركز المعلومات حول الاستخبارات والإرهاب الإسرائيلي ووزارة الخارجية الإسرائيلية حركة حماس والجماعات العسكرية الأخرى باستخدام الأطفال كدروع بشرية أثناء الحرب على قطاع غزة.
في عام 2010، أدين جنديان بالجيش الإسرائيلي بتهمتي استخدام «السلطة المفرطة» وارتكاب «سلوك شائن» لاستخدامهما طفلاً فلسطينيًا عمره 9 سنوات كدرع بشري لفتح طرود بريدية اشتبها في كونها مفخخة أثناء الحرب على قطاع غزة. وتم وضع كلا الجنديين تحت المراقبة لمدة ثلاثة أشهر وتم خفض رتبتهما. وعلق نائب المدعي العام العسكري الإسرائيلي لشؤون العمليات على ذلك قائلاً «لم يسع المدعى عليهما لإهانة الصبي أو إذلاله أو الانتقاص من قدره.»

### ممارسات المستوطنين
وردت تقارير تفيد بأن المستوطنين البالغين يضايقون ويهاجمون العائلات الفلسطينية وحتى الأطفال. ووفقًا لـالائتلاف الهادف إلى وقف استغلال الأطفال كجنود عادة ما يستخدم المستوطنون الإسرائيليون الأطفال لمضايقة المدنيين الفلسطينيين بشدة ويتضمن ذلك نهب وسلب المساجد والمتاجر. وتتهم السلطة الوطنية الفلسطينية الحكومة الإسرائيلية بالتغاضي عن الهجمات كما تتهم الجيش الإسرائيلي بحماية المستوطنين الذين يقع عليهم اللوم ويستحقون العقاب
وقد دعا المراقبون الأجانب الحكومة مرارًا وتكرارًا لاتخاذ المزيد من الإجراءات ضد هؤلاء المستوطنين.

## إساءة استخدام الجماعات العسكرية الفلسطينية للأطفال
وفقًا لـ«التقرير العالمي حول استغلال الأطفال كجنود لعام 2004» الصادر عن الائتلاف الهادف إلى إيقاف استغلال الأطفال كجنود «لا يوجد أي دليل على التجنيد النظامي للأطفال من قبل الجماعات الفلسطينية المسلحة.» إلا أنه كانت هناك حالات شارك فيها الأطفال في هجمات استشهادية أو عمليات عسكرية أخرى. ووفقًا لـهيومن رايتس ووتش، فإنه في عام 2004 كبرى الجماعات الفلسطينية المسلحة بما في ذلك كتائب شهداء الأقصى والجبهة الشعبية لتحرير فلسطين وحركة الجهاد الإسلامي وحركة حماس «أنكرت بشكل علني استغلال الأطفال في العمليات العسكرية، إلا أن تلك السياسات المعلنة لا تُطبق دائمًا.» ويرجع ذلك جزئيًا إلى أن بعض قادة هذه الجماعات يصرحون بأنهم يعتبرون الأطفال الذين يبلغون من العمر 16 عامًا بالغين. وفي عام 2005، شجبت منظمة العفو الدولية استخدام الجماعات العسكرية الفلسطينية للأطفال قائلة: «لقد أظهرت الجماعات الفلسطينية المسلحة مرارًا وتكرارًا تجاهلها التام لحقوق الإنسان الأساسية، وخصوصًا الحق في الحياة، وذلك من خلال استهداف المدنيين الإسرائيليين عن عمد واستغلال الأطفال الفلسطينيين في الهجمات المسلحة.»

### الدروع البشرية
أثناء الانتفاضة الفلسطينية الثانية (2000–2005) نشرت صحيفة هآرتس (Haaretz) تقريرًا يفيد أن الجماعات الفلسطينية العسكرية المسلحة استخدمت المدنيين والأطفال كـدروع بشرية من خلال إحاطة أنفسهم بالأطفال أثناء إطلاق النار على قوات الجيش الإسرائيلي.
وفي عام 2006، حذرت القوات الجوية الإسرائيلية محمد وائل بارود، وهو قيادي فلسطيني تتهمه إسرائيل بإطلاق صواريخ القسام على إسرائيل، لإخلاء منزله في بيت لاهيا في قطاع غزة قبل شن غارة جوية إسرائيلية عليه. ولكن بدلاً من إخلائه، تجمع المئات من الفلسطينيين من بينهم العديد من النساء والأطفال خارج منزل بارود. وأوقفت إسرائيل الغارة الجوية خوفًا من تعرض المدنيين للقتل أو الإصابة.
وذكر مسؤول بحركة حماس أنه تم اتباع هذا التكتيك الجديد لأن إسرائيل قد دمرت 58 منزلاً خلال الأشهر السابقة لذلك مما أدى إلى تشريد أكثر من 240 شخصًا. وبعد أن ألغت إسرائيل الغارة، قال قيادي فلسطيني آخر: «لقد انتصرنا. من الآن فصاعدًا سنكون سلاسل بشرية حول كل منزل مهدد بالهدم والتدمير.»
في حين ردت الفصائل الفلسطينية وعلى رأسها حركة حماس استخدامها للأطفال والنساء كدروع بشرية، أو استخدامهم في الأنشطة العسكرية، وخاصة في حرب 2008-2009، حيث قال القيادي في حماس صلاح البردويل إن كل التحقيقات التي أجرتها اللجان الدولية المحايدة على رأسها المحقق الدولي غولدستون نفت استخدام حماس للمدنيين كدروع بشرية ولم تتطرق إطلاقاً إلي استخدام 'حماس' للأطفال كدروع بشرية ولا المدنين والمساجد بل بالعكس أكدت على كذب هذه المقولة وأن الإدعاء الصهيوني كاذب تماما"

### منفذو العمليات الاستشهادية من الأطفال
وفقًا لـ«التقرير العالمي حول استغلال الأطفال كجنود لعام 2004» الصادر عن الائتلاف الهادف إلى إيقاف استغلال الأطفال كجنود، هناك على الأقل تسع عمليات استشهادية موثقة شارك فيها قُصر فلسطينيون في الفترة بين أكتوبر عام 2000 ومارس عام 2004.
في عام 2004، نشرت صحيفة الغارديان (Guardian) تقريرًا يفيد أن الجيش الإسرائيلي "اتهم فصيلاً تابعًا لحركة فتح التي تزعمها ياسر عرفات باستخدام صبي يبلغ من العمر 11 عامًا كقنبلة بشرية دون علمه بعد أن تم اكتشاف أن الطفل يحمل مواد متفجرة من خلال حاجز تابع للجيش في نابلس. وفي عام 2009، اعتقل الجنود الإسرائيليون طفلاً يبلغ من العمر 14 عامًا قال إنه تلقى مبلغًا من المال قدره 23 دولارًا وسترة ناسفة. إلا أن أسرته قالت إنه ساذج ويسهل التلاعب به.
كتب شفيق مصالحة اختصاصي علم النفس السريري الذي يدرس في جامعة تل أبيب في عام 2004 أن نسبة 15 بالمائة من الأطفال الفلسطينيين يحلمون بأن يصبحوا من منفذي العمليات الاستشهادية. ووفقًا للدكتور إياد السراج الطبيب النفسي ورئيس برنامج غزة للصحة النفسية، أفادت نتيجة استقصاء أجراه هذا البرنامج أن نسبة 36 بالمائة من الفلسطينيين الذين تتجاوز أعمارهم 12 عامًا يتمنون «نيل الشهادة» أثناء محاربتهم لإسرائيل.
وصرح وكيل الأمين العام للأمم المتحدة السابق أولارا أوتونو في عام 2003 قائلاً: «لقد شهدنا طرفي النقيض في هذه الأعمال: فهناك أطفال تم استخدامهم كمنفذين للعمليات الاستشهادية وهناك أطفال قتلتهم العمليات الاستشهادية. وأهيب بالسلطات الفلسطينية بذل كل ما في وسعها لوقف كل أشكال مشاركة الأطفال في هذا الصراع.»

## الخسائر والإصابات بالأرقام
يرد أدناه ملخص لجداول نسب وفيات الأطفال في الفترة من 1987 إلى 2012 والمقدمة من منظمة مراقبة حقوق الإنسان الإسرائيلية بتسيلم. وتقدم هذه الجداول نظرة عامة على القتلى من الأطفال الإسرائيليين على يد الجماعات العسكرية الفلسطينية، والقتلى من الأطفال الفلسطينيين على يد قوات الأمن الإسرائيلية بالأساس. وكما يرد أدناه، تشكك الحكومة الإسرائيلية في بعض هذه الأرقام، خاصة المتعلقة بـالحرب على قطاع غزة (والمعروفة أيضًا باسم «عملية الرصاص المصبوب»).
بدأت الانتفاضة الفلسطينية الأولى التي شهدت احتجاجات جماعية جارفة وأعمال شغب من قبل الفلسطينيين في الضفة الغربية والقدس الشرقية وقطاع غزة في عام 1987 وشارك فيها الأطفال بصورة متكررة. وفي مقال نُشر في مجلة «لندن ريفيو أوف بوكس» (London Review of Books) ادعى الأستاذان الجامعيان الأمريكيان جون ميرشايمر وستيفن والت أن الجيش الإسرائيلي شجع القوات على تكسير عظام المحتجين. وقدر الفرع السويدي من منظمة أنقذوا الأطفال أنه خلال أول عامين من الانتفاضة احتاج ما يتراوح بين 23600 و29900 طفل للعلاج الطبي نتيجة التعرض لهذا النوع من الإصابات الناجمة عن الضرب، وكان ثلث هذا العدد تقريبًا ممن هم دون العاشرة. في حين سجلت وزارة الخارجية الإسرائيلية 24 حالة وفاة بين الأطفال الإسرائيليين في الفترة بين عامي 1993 و1999.
وكما يتضح من خلال ملخصات التقارير التي قدمتها منظمة بتسيلم، كان هناك عدد أكبر من الوفيات بين الأطفال منذ اندلاع الانتفاضة الفلسطينية الثانية التي بدأت في عام 2000، ومرورًا بالحرب على قطاع غزة في الفترة 2008 - 2009، وحتى سبتمبر عام 2012. وتوصلت دراسة أجراها المعهد الدولي لمكافحة الإرهاب عن الفترة من سبتمبر 2001 حتى يناير 2005 إلى أن 46 إسرائيليًا و88 فلسطينيًا لم تتجاوز أعمارهم 12 عامًا وقت وفاتهم. وكان أصغر ضحية لأعمال العنف خلال الانتفاضة الفلسطينية الثانية رضيعًا إسرائيليًا كان عمره تسع ساعات وقت وفاته. أما الضحايا الإسرائيليون الآخرون، ومن بينهم أطفال، فقد قتلوا بالخارج في هجمات مرتبطة بالصراع الفلسطيني الإسرائيلي. ووردت تقارير في الفترة بين عامي 2004 و2009 تفيد وفاة 30 طفلاً ورضيعًا فلسطينيًا أو أكثر، بما في ذلك حالات الوفاة الناتجة عن الإجهاض عند الحواجز الإسرائيلية حيث كان يتم استبقاؤهم لفترات طويلة ورفض تقديم الرعاية الطبية لهم. علاوة على ذلك، تسببت عمليات التفجير الاستشهادية والهجمات الأخرى في إجهاض السيدات الإسرائيليات، فضلاً عن قتل العديد من السيدات الحوامل.
هناك خلاف حول مقدار الخسائر والإصابات التي وقعت بعد الحرب على قطاع غزة التي استمرت لمدة ثلاثة أسابيع خلال شتاء 2008 - 2009. فقد نشرت منظمة بتسيلم تقريرًا يذكر أن القوات الإسرائيلية قد قتلت 320 قاصرًا فلسطينيًا أقل من 18 عامًا لم يشاركوا في القتال والأعمال العدائية. كما لقي 19 طفلاً تتراوح أعمارهم بين 16 و18 عامًا ممن شاركوا في هذه الأعمال حتفهم، في حين أنه من غير المعروف ما إذا كان 6 أطفال آخرين ممن لقوا مصرعهم قد شاركوا في الأعمال أم لا. وأوردت الحركة العالمية للدفاع عن الأطفال في تقريرها أن 352 طفلاً قد لقوا مصرعهم كنتيجة مباشرة للأعمال العسكرية الإسرائيلية. وتوصل المركز الفلسطيني لحقوق الإنسان إلى أنه قد تم قتل 318 طفلاً فلسطينيًا. في حين توصل مركز الميزان لحقوق الإنسان إلى أن 355 طفلاً من غزة قد لقوا حتفهم على يد القوات الإسرائيلية. ووفقًا لمنظمة العفو الدولية تضمنت أعداد الوفيات الفلسطينية «حوالي 300» طفل. وفي وقت لاحق، أصدر الجيش الإسرائيلي أرقامه الخاصة التي تفيد أن 89 طفلاً فقط تحت سن 16 عامًا قد لقوا مصرعهم. ووفقًا لإلياهو ريختر ويائيل شتاين الأستاذين بالجامعة العبرية فإن بيانات منظمة بتسيلم توضح أن الأغلبية الكاسحة من وفيات الأطفال الفلسطينيين كانت بين المراهقين الذكور، مما يشير إلى أن الكثير منهم ربما لعب دورًا ما في الاقتتال أو دعم الاقتتال.
تشير الدراسات التي أجراها المعهد الدولي لمكافحة الإرهاب التابع لإسرائيل أن نسبة 96 بالمائة من وفيات الفلسطينيين أثناء الانتفاضة الفلسطينية الثانية كانت من الذكور، وأن الأغلبية العظمى من إصابات ووفيات الأطفال كانت بين المراهقين. ولا يتضح من خلال نسب الوفيات الإسرائيلية أي ميل أو اتجاه فيما يتعلق بالنوع أو العمر. وتشير إحصاءات منظمة بتسيلم إلى أن نسبة 75.47 من وفيات الأطفال الفلسطينيين لقوا حتفهم في قطاع غزة، في حين لقي 24.31 بالمائة حتفهم في الضفة الغربية، وقتل ثلاثة فلسطينيين داخل إسرائيل أثناء المشاركة في أعمال العنف العدائية. ولقي 65.89 بالمائة من وفيات الأطفال الإسرائيليين حتفهم داخل إسرائيل و31.01 بالمائة في الضفة الغربية و3.10 بالمائة في قطاع غزة.
ذكر مكتب الأمم المتحدة لتنسيق الشؤون الإنسانية في تقرير له أن 30 طفلاً فلسطينيًا قد قُتلوا خلال «عملية عامود السحاب»، أو الاشتباكات بين إسرائيل وقطاع غزة في نوفمبر عام 2012.

### الأطفال الإسرائيليون
تم ارتكاب أول أعمال العنف الفلسطينية التي تستهدف أعدادًا كبيرة من الأطفال الإسرائيليين بشكل خاص في السبعينيات من القرن العشرين، على الرغم من أن الأطفال الإسرائيليين كانوا يتعرضون للقتل خلال الصراع القائم بين الطرفين على مدى عقود قبل هذه الفترة. ومن بين الأمثلة التي تجدر الإشارة إليها في هذا الصدد مذبحة معالوت التي قُتل فيها 22 طالبًا إسرائيليًا بالمرحلة الثانوية تتراوح أعمارهم بين 14 و16 عامًا من مدينة صفد وصبي عمره 4 سنوات من معالوت، وذلك على يد ثلاثة أعضاء من الجبهة الديمقراطية لتحرير فلسطين، ومذبحة حافلة مدرسة أفيفيم التي قُتل فيها 9 أطفال ومذبحة كريات شمونة التي قُتل فيها 9 أطفال.
يذكر تقرير صادر عن وزارة الخارجية الإسرائيلية أن 8341 إسرائيليًا قد تعرضوا للإصابة كنتيجة مباشرة للصراع القائم في الفترة بين عامي 2001 و2007، إلا أنه لم يحدد عدد القُصر بينهم. ووردت تقارير تفيد قيام الفلسطينيين بإلقاء الحجارة والقنابل الحارقة على السكان الإسرائيليين في الضفة الغربية مما أسفر عن العديد من الإصابات التي كان من بينها إصابات بين الأطفال. وفقًا للتقارير استهدف الفلسطينيون الأطفال في حافلات المدارس والملاعب. كما تسبب إطلاق الصواريخ بصورة متكررة في الكثير من الإصابات. كما نجم عن ذلك إصابة بعض الأطفال بعاهات مستديمة من بينها العمى  والشلل وتلف الدماغ وبتر الأطراف.
توصلت دراسة أجراها مركز شنايدر لطب الأطفال في إسرائيل في عام 2003 إلى أن "تحليل الإصابات التي يعاني منها 160 طفلاً تم إدخالهم إلى المستشفيات بعد هذه الأحداث تشير إلى أن معظمها ناتج عن انفجارات واختراق أجسام غريبة للجسم. ويعاني خمسة وستون بالمائة من الأطفال من إصابات متعددة، كما أن نسبة الإصابات الخطيرة إلى القاتلة مرتفعة حيث تبلغ (18%).
إلا أن إجمالي معدل الإصابات والوفيات الإسرائيلية قد انخفض في أعقاب بناء الجدار العازل بالضفة الغربية، كما انخفضت معدلات عمليات التفجير الاستشهادية حيث يتم اعتراض طريق منفذي العمليات التفجيرية المحتملين قبل دخولهم إلى الأراضي الإسرائيلية.

### الأطفال الفلسطينيون
تعود أول حادثة موثقة قام فيها جيش الاحتلال الإسرائيلي بقتل أطفال فلسطينيين إلى نوفمبر عام 1950 حينما تم إطلاق النار على ثلاثة أطفال فلسطينيين تبلغ أعمارهم 8 و10 و12 عامًا من قرية يالو وقد وقعت الحادثة بالقرب من دير أيوب في منطقة اللطرون. ووفقًا لشهود عيان بالغين، فإن «رجلاً واحدًا فقط هو الذي أطلق النار عليهم من مدفع رشاش» ستن«إلا أن أحدًا من أفراد كتيبته لم يحاول التدخل.» وفي فبراير عام 1953 أُطلق الرصاص على خمسة رعاة عرب في قرية البرج، كان من بينهم طفل يبلغ من العمر 13 عامًا. واستشهد 4 أطفال تتراوح أعمارهم بين 6 و14 عامًا بنيران مدفع آلي أثناء الغارة على بيت جالا عام 1952.
وفقًا للصحفية أميرة حاس، تم نقل 54 قاصرًا إلى عيادات الأونروا بجروح في الرأس في الفترة من أغسطس عام 1989 إلى أغسطس عام 1993. وحسب تقديرات رابطة الأطباء الإسرائيليين-الفلسطينيين من أجل حقوق الإنسان، كان يصاب طفل أقل من ستة أعوام بطلق ناري في الرأس كل أسبوعين أثناء الانتفاضة الفلسطينية الأولى.
ووفقًا لـالحركة العالمية للدفاع عن الأطفال، «استشهد 383 طفلاً أو نسبة 64.4% من إجمالي 595 طفلاً استشهدوا في الفترة من 29 سبتمبر 2000 إلى 30 يونيو 2004 خلال الانتفاضة الفلسطينية الثانية نتيجة هجمات جوية وأرضية إسرائيلية أو أثناء تنفيذ محاولات اغتيال أو نتيجة فتح الجنود الإسرائيليين النار بشكل عشوائي» و«استشهد 212 طفلاً، أو نسبة 35.6%، نتيجة إصابات تعرضوا لها خلال الاشتباكات مع قوات الجيش الإسرائيلي.» وتشير تقديرات الحركة العالمية للدفاع عن الأطفال إلى إصابة 4816 طفلاً فلسطينيًا على الأقل في الفترة من 1 يناير 2001 إلى 1 مايو 2003، وكانت معظم الإصابات ناجمة عن تحركات الجيش الإسرائيلي أثناء ممارسة الأطفال لأنشطتهم اليومية الطبيعية.
واتهمت منظمة العفو الدولية القوات الإسرائيلية بعدم إجراء التحقيقات الكافية في عمليات قتل الأطفال أثناء الانتفاضة الفلسطينية الثانية، وفي الوقت نفسه شجبت عمليات قتل الأطفال الإسرائيليين عن طريق التفجيرات الانتحارية والهجمات الأخرى التي ينفذها الفلسطينيون.
خلال الحرب على قطاع غزة، وهو صراع مسلح استمر لمدة ثلاثة أسابيع في قطاع غزة بين إسرائيل والجماعات الفلسطينية العسكرية المسلحة في شتاء عام 2008 - 2009، استشهد أو أصيب عدد «غير مسبوق» من الأطفال وفقًا لـالمركز الفلسطيني لحقوق الإنسان الذي رصد 313 حالة. في حين صرح الجيش الإسرائيلي أن هناك 89 حالة وفاة فقط لأطفال «مدنيين غير مقاتلين» تحت سن 18 عامًا. وذكرت منظمة بتسيلم في تقرير لها أن 318 قاصرًا تحت سن 18 عامًا قد قُتلوا. وهناك خلاف حول الأعداد التي نشرتها منظمة بتسيلم. وعندما حاولت الأمم المتحدة إجراء تحقيق بشأن معدلات وفيات المدنيين المرتفعة باعتبارها جريمة حرب محتملة، رفض الإسرائيليون التعاون معها.
كما وردت تقارير تفيد استشهاد 30 طفلاً أثناء الاشتباكات بين إسرائيل وقطاع غزة التي جرت في نوفمبر عام 2012.
ومن بين أمثلة الخسائر والوفيات الأخرى:
- في نوفمبر عام 2000، تم إطلاق الرصاص على الصبي فارس عودة البالغ من العمر 14 عامًا مما أودى بحياته خلال الاشتباكات مع القوات الإسرائيلية في معبر كارني.[141]
- في عام 2001، استُشهد خليل المغربي البالغ من العمر 11 عامًا بنيران دبابة إسرائيلية كما أصيب اثنان آخران.[142] وكان المغربي يلعب كرة القدم في ملعب يبعد عنها بنصف ميل.[143][144]
- خلال عملية اغتيال صلاح شحادة العضو بحركة حماس، استشهد عدد من المدنيين من بينهم 8 أطفال.[145]